# بهلول (نشریه)
نشریهٔ فکاهی «بهلول» از اوایل سال ۱۳۲۹ ق. در تهران منتشر شد. این نشریه از نظر سیاسی طرفدار دمکراتها بود. و از نشریات ترقی‌خواه عصر مشروطه بود که نگاهی طنزآمیز به مسایل سیاسی داشت. مدیریت بهلول در ابتدا برعهده شیخ علی عراقی بود. از شمارهٔ هفتم به مدیریت اسدالله‌خان پارسی و از شماره یازدهم به بعد به مدیریت شیخ‌حسن معمار، در مطبعه سنگی میرزاعلی‌اصغر چاپ می‌شده و محل توزیع آن کاروانسرای خدایی، حجرهٔ میرزاعلی‌اکبر بوده که در واقع دفتر روزنامه بوده‌است. کاریکاتوریست این روزنامه علیرضا نام داشته.
بهلول در واقع هفته‌نامه بوده، و هفته‌ای یک‌بار منتشر می‌شده، اما در آن زمان متداول بوده که به تمام نشریات روزنامه می‌گفتند. تعدادی از شماره‌های این نشریه در سامانه آنلاین مرکز اسناد و کتابخانه ملی ایران (سامانه سنا) در دسترس عموم قرار گرفته‌است.
در سال ۱۳۴۱ق. روزنامهٔ بهلول مدتی به‌جای روزنامه آزادی منتشر شده‌است و در صفحهٔ اول شمارهٔ اول این سال، گفتگویی بین بهلول و آزادی به تصویر کشیده شده‌است، که بهلول می‌گوید من آمده‌ام، و آزادی می‌گوید من به صورت بهلول آمده‌ام و حالا هرچه بخواهم می‌گویم.
پس از انقلاب اسلامی در ایران مجلهٔ طنزی با نام بهلول منتشر شد. همچنین روزنامه‌ای دیگری در دورهٔ قاجار در رشت به همین نام منتشر می‌شده «بهلول (رشت)» که مدیر مسئولی آن به عهدهٔ میراحمدزاده بوده و در مطبعه عروه الوثقی به طبع می‌رسیده.
بهلول به دلیل رویکرد انتقادی بارها توقیف و سانسور شده‌است، و حتی یک بار روزنامه به علت قرمز بودن رنگ کاریکاتور که مضمون انقلاب از استنباط می‌شد، توقیف و تمام کارگران مطبعه تحت پیگرد قرار گرفته‌اند.